# 베리 밀러
베리 밀러(Barry Miller, 1958년 2월 6일 ~ )는 미국의 연극 배우, 영화배우, 텔레비전 배우이다.
로스앤젤레스에서 태어났다.

## 영화
- 달콤한 악마의 유혹 (2004년)
- 플로리스 (1999년) - 레나드 윌콕스 역
- 러브 어페어 (1994년) - 로버트 크로슬리 역
- 픽클 (1993년)
- 정의의 수호자 (1990년)
- 사설 탐정 해리 (1990년)
- 그리스도 최후의 유혹 (1988년)
- 시실리안 (1987년)
- 페기 수 결혼하다 (1986년) - 리차드 노빅 역
- 머나먼 시애틀 (1985년)
- 선택받은 사람들 (1981년)
- 페임 (1980년) - 랠프 가시 역
- 토요일 밤의 열기 (1977년) - 바비 C. 역
- 캡틴 마블 (1974년)